# Білоруська арабська абетка

Кітаби.

Білоруська арабська абетка (біл. Беларускі арабскі алфавіт, арабіца) — це алфавіт, створений у XVI столітті (можливо, у XV) для запису старобілоруської мови арабським письмом. Вона складається з 28-ми графем з певними відмінностями від звичайної арабської абетки.
Білоруською арабицею писали татари-липки, які мешкали на території Великого князівства Литовського. У XIV–XVI століттях вони припинили вживати своєї мови і перейшли на старобілоруську, але записану арабськими літерами. Відома спадщина цієї традиції писання — книги-кітаби. Існували також польські тексти, записані арабським письмом. Прийнято вважати, що вони з'явилися не раніше, як у XVII столітті.
Серед слов'янських мов арабицею також передавали сербохорватську в Боснії.

## Особливості
Для звуків /ʒ/ (ж), /tʃ/ (ч) і /p/ (п), яких немає в арабській мові, вживають тюрко-перських графем.  
پ چ ژ
Щоб позначати м'які звуки /dz/ (дз) і /ts/ (ц) було створено нові графеми:
ࢯ ࢮ
Для звуків /w/ (ў) та /v/ (в) окремої графеми не створено, їх записували так само, як і «у»:
و 

## Таблиця відповідности

### Голосні
Голосні, як і у класичній арабиці, передають оголосами над та під приголосними. На початку слова голосний писався з аліфом. Іноді за голосним слідував відповідний йому напівприголосний (після А, Е, Э — аліф, після І, Ы — аліф максура, після У та О — вав).

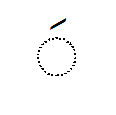
Голосні А, Е, Э (на початку слова اَ)
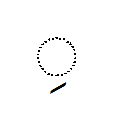
Голосні І та Ы (на початку слова اِ)
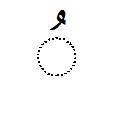
Голосні У та О (на початку слова اُ)
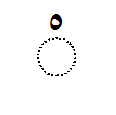
Відсутність голосного
Подвоєння

### Приголосні
| Кирилиця   | Латиниця | Арабиця              | Арабиця              | Арабиця              | Арабиця    |
| Кирилиця   | Латиниця | Контекстуальні форми | Контекстуальні форми | Контекстуальні форми | Ізольована |
| Кирилиця   | Латиниця | Кінцева              | Середня              | Початкова            | Ізольована |
| ---------- | -------- | -------------------- | -------------------- | -------------------- | ---------- |
| Б б        | B b      | ـب                   | ـبـ                  | بـ                   | ب          |
| В в        | V v      | ـو                   | ـو                   | و                    | و          |
| Г г        | H h      | ـه                   | ـهـ                  | هـ                   | ه          |
| Ґ ґ        | G g      | ـغ                   | ـغـ                  | غـ                   | غ          |
| Д д        | D d      | ـد                   | ـد                   | د                    | د          |
| Дж дж      | Dž dž    | ـج                   | ـجـ                  | جـ                   | ج          |
| Дзь дзь    | Dź dź    | ـࢮ                   | ـࢮ                   | ࢮ ()                 | ࢮ ()       |
| Ж ж        | Ž ž      | ـژ                   | ـژ                   | ژ                    | ژ          |
| З з        | Z z      | ض                    | ـضـ                  | ضـ                   | ض          |
| Зь зь      | Ź ź      | ـز                   | ـز                   | ز                    | ز          |
| Й й        | J j      | ـى                   | ـىـ                  | ىـ                   | ى          |
| К к        | K k      | ـق                   | ـقـ                  | قـ                   | ق          |
| Кь кь      | Kj kj    | ـك                   | ـكـ                  | كـ                   | ك          |
| Л л, Ль ль | Ł ł, L l | ـل                   | ـلـ                  | لـ                   | ل          |
| М м        | M m      | ـم                   | ـمـ                  | مـ                   | م          |
| Н н, Нь нь | N n, Ń ń | ـن                   | ـنـ                  | نـ                   | ن          |
| П п        | P p      | ـپ                   | ـپـ                  | پـ                   | پ          |
| Р р        | R r      | ـر                   | ـر                   | ر                    | ر          |
| С с        | S s      | ـص                   | ـصـ                  | صـ                   | ص          |
| Сь сь      | Ś ś      | ـث                   | ـثـ                  | ثـ                   | ث          |
| Т т        | T t      | ـط                   | ـطـ                  | طـ                   | ط          |
| Ть ть      | Tj tj    | ـت                   | ـتـ                  | تـ                   | ت          |
| Ў ў        | Ŭ ŭ      | ـو                   | ـو                   | و                    | و          |
| Ф ф        | F f      | ـف                   | ـفـ                  | فـ                   | ف          |
| Х х        | Ch ch    | ـح                   | ـحـ                  | حـ                   | ح          |
| Ц ц        | C c      | ـࢯ                   | ـࢯـ                  | ࢯـ                   | ࢯ ()       |
| Ць ць      | Ć ć      | ـس                   | ـسـ                  | سـ                   | س          |
| Ч ч        | Č č      | ـچ                   | ـچـ                  | چـ                   | چ          |
| Ш ш        | Š š      | ـش                   | ـشـ                  | شـ                   | ش          |
| '          | —        | —                    | ـعـ                  | —                    | —          |
| ь          | —        | —                    | —                    | —                    | —          |

### Лігатура
| Кирилиця     | Латиниця     | Арабиця              | Арабиця              | Арабиця              | Арабиця    |
| Кирилиця     | Латиниця     | Контекстуальні форми | Контекстуальні форми | Контекстуальні форми | Ізольована |
| Кирилиця     | Латиниця     | Кінцева              | Середня              | Початкова            | Ізольована |
| ------------ | ------------ | -------------------- | -------------------- | -------------------- | ---------- |
| Ла ла, Ля ля | Ła ła, La la | ـلا                  | ـلا                  | لا                   | لا         |

## Приклад
Загальна декларація прав людини, Стаття 1
| Білоруська (арабиця):  | اُسَ لُوࢮِ نٰارٰاجٰاژُوࢯّٰا صْوَبَودنِمِ اِ رَووْنِمِ اوُ صْوَيَويْ هَودنٰاصْࢯِ اِ پرٰاوٰاحْ. يٰانِ نٰاࢮَلَنِ رَوزُومٰامْ اِ صُومْلَنَّمْ اِ پٰاوِنِّ صْتٰاوِࢯّٰا آࢮِنْ دٰا آدْنٰاهَو اوُ دُوحُو بْرٰاࢯْتْوٰا.                                |
| Білоруська (кирилиця): | Усе людзі нараджаюцца свабоднымі i роўнымі ў сваёй годнасці i правах. Яны надзелены розумам i сумленнем i павінны ставіцца адзін да аднаго ў духу брацтва.          |
| Українська:            | Всі люди народжуються вільними і рівними у своїй гідности та правах. Вони наділені розумом і совістю і повинні діяти у відношенні один до одного в дусі братерства. |

Примітка: У прикладі наголошені голосні підкреслено відповідними напівприголосними, що не завжди траплялося в оригінальних кітабах. Короткі слова на кшталт ў та і написано разом із наступним словом.